# Wojna amerykańsko-hiszpańska

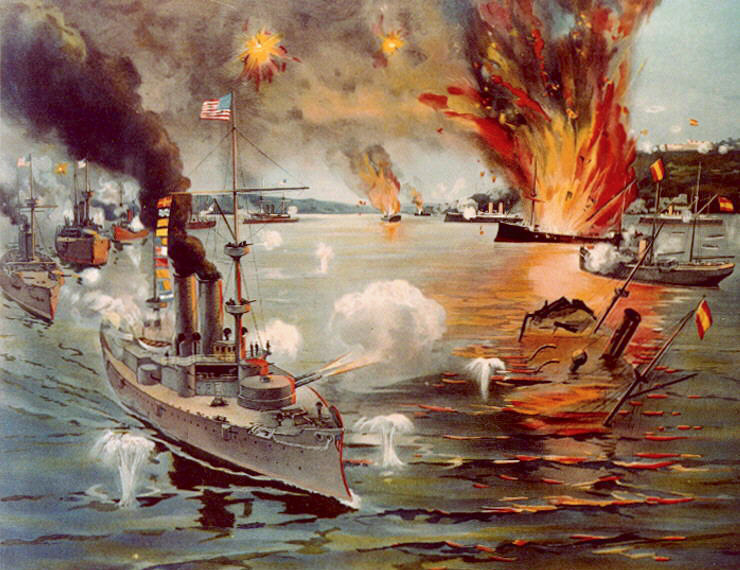
Bitwa w Zatoce Manilskiej

Wojna amerykańsko-hiszpańska – konflikt zbrojny pomiędzy Stanami Zjednoczonymi a Królestwem Hiszpanii trwający od 25 kwietnia do 12 sierpnia 1898, w wyniku którego Hiszpania utraciła większość swych posiadłości na Karaibach i na obszarze Pacyfiku.

## Przyczyny wojny
Przyczynami wojny były tendencje ekspansjonistyczne polityki amerykańskiej, interesy ekonomiczne i strategiczne USA. 
Rozpoczęte w 1895 r. powstanie antyhiszpańskie na Kubie i okrucieństwa popełniane w trakcie jego tłumienia przez Hiszpanów (co było nagłaśniane przez koncerny prasowe Hearsta i Pulitzera) spowodowały, że społeczeństwo amerykańskie zaczęło domagać się odebrania tej kolonii Hiszpanii. Nowo wybrany prezydent, William McKinley, obiecał wyborcom interwencję. Wprawdzie liberalny rząd w Madrycie odwołał dotychczasowego gubernatora, znanego z okrucieństw Valeriano Weylera (jego miejsce w październiku 1897 r. zajął skłonny do szukania rozwiązań politycznych gen. Ramón Blanco) i obiecał Kubańczykom autonomię, ale było już za późno.
Dogodnym pretekstem do wypowiedzenia wojny stało się zatonięcie 15 lutego 1898 r. amerykańskiego pancernika USS „Maine” w porcie w Hawanie, o co oskarżono agentów hiszpańskich (Kuba była kolonią hiszpańską), a czego prawdopodobną przyczyną był samozapłon węgla. Wzburzenie amerykańskiej opinii publicznej wzrosło po opublikowaniu raportu mieszanej komisji śledczej hiszpańsko-amerykańskiej, w którym każda ze stron przedstawiła odmienne wnioski.
11 kwietnia prezydent wystąpił do Kongresu o upoważnienie do podjęcia kroków mających położyć kres walkom na Kubie. W odpowiedzi Kongres opracował, a 19 kwietnia ogłosił cztery rezolucje, w których uznawał niepodległość Kuby, domagał się wycofania wojsk hiszpańskich, zapewniał, że USA nie zamierzają zagarnąć wyspy i upoważniał prezydenta do użycia siły. Następnego dnia rząd Stanów Zjednoczonych przedłożył Hiszpanii ultimatum, na które rząd hiszpański odpowiedział zerwaniem stosunków dyplomatycznych.
25 kwietnia Stany Zjednoczone ogłosiły, że od 21 kwietnia znajdują się w stanie wojny.

## Przebieg
Wojna toczyła się na dwóch oddalonych teatrach działań. Bezpośrednim celem ataku amerykańskiego stały się kolonie hiszpańskie, przede wszystkim Kuba i Filipiny, gdzie wysadzono desanty wojsk amerykańskich, wspieranych przez antyhiszpańską partyzantkę. 22 kwietnia dowodzona przez kontradmirała Williama T. Sampsona Eskadra Północnego Atlantyku opuściła Hampton Roads i skierowała się na wody kubańskie z zadaniem założenia blokady wyspy, zaś 26 kwietnia wyszła z Hongkongu Eskadra Azjatycka komandora George'a Deweya i zniszczyła flotyllę hiszpańską w bitwie w Zatoce Manilskiej 1 maja 1898. Z kolei wysłana przez Hiszpanię na Kubę flota ekspedycyjna pod dowództwem kontradmirała Pascuala Cervery uległa całkowitemu zniszczeniu w bitwie z przeważającą flotą amerykańską pod Santiago de Cuba 3 lipca 1898.
Desant amerykański na Filipinach wylądował 30 kwietnia. Było to 2500 żołnierzy generała Williama Merritta, którzy nieco wcześniej zajęli dla USA wyspę Guam. Działania lądowe sprowadzały się do oblegania i zdobycia Manili, której bronił 8-tysięczny garnizon hiszpański. Garnizon ten – po symbolicznym oporze skapitulował 13 sierpnia.
Wcześniej nieco, 22 czerwca, pod Baiquiri na Kubie (w pobliżu Santiago) rozpoczęły lądowanie oddziały V Korpusu US Army generała Williama R. Shaftera, które już 1 lipca stoczyły bitwę pod El Caney i bitwę o wzgórze San Juan. Zdobyły pozycje górujące nad Santiago, którego garnizon skapitulował 17 lipca.
25 lipca w porcie Guánica na Portoryko wylądował, przybyły z Guantanamo na Kubie, oddział generała Nelsona Milesa, który 29 lipca zajął Ponce i opanował południe wyspy.   
Pokonana w bitwach morskich i niezdolna do przyjścia z pomocą swoim oddziałom, jeszcze walczącym na Kubie i Portoryko, Hiszpania zgodziła się na pośrednictwo Francji i uzyskała zgodę Stanów Zjednoczonych na zawieszenie broni w dniu 12 sierpnia.
Wojna zakończyła się podpisaniem 10 grudnia 1898 traktatu paryskiego, który został ratyfikowany przez Senat Stanów Zjednoczonych 6 lutego 1899.

## Skutki wojny
Rezultatem wojny było przejęcie przez Stany Zjednoczone kontroli nad większością kolonii Hiszpanii na Karaibach i Pacyfiku. Filipiny, Portoryko i Guam stały się koloniami Stanów Zjednoczonych. Pozostałe posiadłości hiszpańskie na Pacyfiku zostały sprzedane Cesarstwu Niemieckiemu na mocy traktatu hiszpańsko-niemieckiego z 12 lutego 1899, po podpisaniu którego Hiszpania za 25 milionów peset (17 milionów marek) przekazała Niemcom Mariany (z wyjątkiem Guam), Palau i Karoliny - swoje ostatnie archipelagi na Pacyfiku. Natomiast Kuba otrzymała ograniczoną niepodległość i znalazła się w amerykańskiej strefie wpływów. Przestała być kolonią hiszpańską, ale przez trzy lata po zakończeniu wojny pozostawała pod nadzorem amerykańskiej armii a przed wycofaniem wojsk w 1902 Amerykanie wymusili na władzach Kuby oddanie im zatoki Guantanamo na bazę marynarki wojennej oraz narzucili Kubie tzw. „poprawkę Platta”, która ustalała, że Kuba zezwoli amerykańskim oddziałom objąć kontrolę nad wyspą, gdy zostaną narażone na niebezpieczeństwo amerykańskie interesy w regionie. Stany Zjednoczone kilkakrotnie wykorzystywały ten przywilej, np. w 1906 prezydent Theodore Roosevelt ulokował tam wojska dla wsparcia proamerykańskiego zamachu stanu.
Przeciwko aneksji zdobytych ziem (z wyjątkiem Puerto Rico) protestowała zawiązana w Bostonie w listopadzie 1898 Liga Antyimperialistyczna (Anti-Imperialist League). Należeli do niej m.in. senatorzy Carl Schurz i George Hoar, byli prezydenci Grover Cleveland i Benjamin Harrison, kandydat demokratów na prezydenta z 1896 William Bryan, biznesmen Andrew Carnegie, przewodniczący Amerykańskiej Federacji Pracy Samuel Gompers, prezes uniwersytetu Harvarda Charles W. Eliot i pisarz Mark Twain. W całym kraju organizacja liczyła 30 tys. osób. Antyimperialiści byli przeciwni nie tyle ze względów moralnych, lecz z uwagi na to, że przyłączenie nowych terytoriów byłoby sprzeczne z Konstytucją, niedającą rządowi federalnemu  uprawnień do sprawowania władzy nad koloniami. Argumentowano też, że przez przyłączenie nowych zamorskich obszarów, Stany Zjednoczone staną się bliższe ówczesnym państwom kolonialnym niż republice czasów Ojców Założycieli. Opór antyimperialistycznie nastawionych członków Kongresu opóźnił ratyfikację pokoju, która przeszła jednym głosem większości.